# Psicosis Gonsales
Norberto Di Giorno (Buenos Aires, 1949), conocido por su nombre artístico Psicosis Gonsales, es una drag queen, actriz, cantante y ceramista argentina que ha desarrollado la mayor parte de su carrera en España.
Fue una de las primeras drag queens con presencia mediática mainstream en España, alcanzando especial popularidad en la década de los noventa. Por su vínculo con el mundo del cabaret pero también con la cultura trash, ha sido considerada un puente entre la generación anterior de transformistas como Pavlovsky o Paco España y la posterior de drag queens como Deborah Ombres, Supremme de Luxe y La Prohibida, lo que llevó a que se la apodara como «madre de las drags».

## Primera etapa

### Inicios
Norberto Di Giorno nació en 1949 en Buenos Aires, Argentina. Desde los ocho años realizó papeles menores en teatro y televisión, y debutó de forma profesional a los doce años en el Teatro San Martín, interpretando un papel en una adaptación de El sueño de una noche de verano.Posteriormente participó en obras como Juanita la popular (1966), con Elena Lucena y Juan Carlos Altavista, o Cyrano de Bergerac, con Zelmar Gueñol y Nelly Meden, y realizó estudios de danza, arte dramático y canto.
En los años siguientes bailó para las vedettes Ámbar La Fox, Nélida Roca o Susana Giménez y fue primer bailarín de Norma y Mimí Pons. Posteriormente se incorporó a la compañía de music hall de Moria Casán, con la que actuó en París y Valencia. Tras esto, Di Giorno se asienta en España, entrando en contacto con el también argentino Ángel Pavlovsky e incorporándose al ballet Bubbles Dancers. Con ellos actuó en la revista de Fernando Esteso ¡Ay, bellotero… bellotero! (1975), que giró por toda España. Ya en el contexto del destape, creó el espectáculo Show sexy con Mirta Amat, y se retiró durante unos años para centrarse en la escultura, exponiendo piezas de cerámica en distintos museos.

### Años ochenta: trabajo en solitario
En 1981 creó su primer espectáculo en solitario, una obra de café-concert titulada Di Giorno, di notte, que giró por salas como Claca, Belle Époque y La Boheme. Tras la buena recepción, continuó realizando obras de cabaret como Sin faldas y a lo loco, Soy como soy, De allá para acá, Tengo tango o Achúchame, girando por diferentes ciudades y caracterizado por un estilo que la prensa denominó "nuevo cabaret".En paralelo, realizó algunos papeles dramáticos como Otro mundo (1987), escrita por el dramaturgo Manuel Lourenzo,o la interdisciplinar Pierrot Lunaire (1988).A finales de la década, el descenso de popularidad del cabaret y el cierre de salas le llevan a crear el personaje drag de Psicosis Gonsales.

## Carrera como Psicosis
En 1992 presenta al nuevo personaje en la sala Ghost de Madrid, y comienza a actuar en la sala Berlín Cabaret, donde permanecería más de veinte años.Sus espectáculos ganaron popularidad por su carácter innovador, centrado en la interacción con el público y dando espacio al insulto por parte del público y a elementos de la cultura trash y humorísticos, algo que captó la atención de los medios. De esta forma, realiza apariciones caracterizadas por su estilo provocador en programas como Cita con la vida (1992) de Nieves Herrero, El Semáforo (1992) de Chicho Ibáñez Serrador, Esta noche cruzamos el Mississippi, Parle vosté, calle vosté, ¡Qué me dices! (1996) o Crónicas marcianas (1997).
En esta época crea también un "anti-club de fans" y gira con una serie de espectáculos unipersonales de cabaret, como Nadie lo hace como yo, Yo, la peor, Presa fácil, Una fulana en Berlín, Yo fui Eva, ¡Qué loca estoy!, De Broadway a Madrid o Cabaret para todos (1990).En 1995 publica su primer disco, Psicodance, producido por Luis Miguélez y del que obtuvo popularidad el sencillo "Ramera". Este fue el primer álbum de estudio de una drag queen en España, sin contar el precedente de transformistas como Violeta la Burra.En los años siguientes publicaría el sencillo "Saboréamelo" (1996) y el álbum Una chica normal, de nuevo con producción de Miguélez y editado en formato casete para su venta en gasolineras.
En paralelo, Psicosis desarrolló una carrera como actriz de cine y televisión, participando en Fea (1994) de Dunia Ayaso y Félix Sabroso, Los mil y un descorches (1999) de Daniel Gómez Ruiz, la serie televisiva ¡Ay señor, señor! (1996) de Andrés Pajares o ¡Ja me maaten…! (2000) de Juan Muñoz. En los años siguientes continuó realizando espectáculos como Psicocabaret (2001), Psicotango (2003) o A los cincuenta perdí la cuenta (2006) y editó los álbumes Tangos vos y yo (2002) y Psicotango (2003).En 2009 actuó en Poniponchi una Chica Cuasiperfecta, de Ivan G. Anderson, y en 2014 en la webserie Fantasmagórica de Juan Flahn. En esta etapa protagoniza uno de sus últimos espectáculos, Crazy Love, realizado en el Teatro Circo Price como parte de los Veranos de la Villa junto a la actriz Petra Martínez.
Psicosis se retiró de la escena drag a los 65 años de edad, pero, tras su inclusión en el libro fotográfico Travestí y la película para televisión Una Navidad con Samantha Hudson (2021), decidió regresar y continuar actuando en diversos locales, así como editar los álbumes Colección y Solo tango (2024).

## Filmografía

### Cine
| Año  | Título                             | Papel             | Notas        |
| ---- | ---------------------------------- | ----------------- | ------------ |
| 1994 | Fea                                | Psicosis Gonsales | Largometraje |
| 1998 | Los 1001 descorches                | Sacha             | Largometraje |
| 2000 | ¡Ja me maaten...!                  | Yakarta           | Largometraje |
| 2009 | Poniponchi una Chica Cuasiperfecta | Psicosis Gonsales | Largometraje |
| 2021 | Una Navidad con Samantha Hudson    | Psicosis Gonsales | TV movie     |

### Televisión

#### Como actriz
| Año  | Título             | Papel             | Notas       |
| ---- | ------------------ | ----------------- | ----------- |
| 1994 | ¡Ay, señor, señor! | Psicosis Gonsales |             |
| 2014 | Fantasmagórica     | Madre de Luis     | 4 episodios |

#### Como invitada o presentadora
| Año  | Título                             | Notas        |
| ---- | ---------------------------------- | ------------ |
| 1992 | Cita con la vida                   | Entrevista   |
| 1992 | El Semáforo                        | Actuación    |
| 1996 | La noche canalla                   | Presentadora |
| 1996 | Esta noche cruzamos el Mississippi | Entrevista   |
| 1996 | Parle vosté, calle vosté           | Entrevista   |
| 1996 | ¡Qué me dices!                     | Entrevista   |
| 1997 | Crónicas marcianas                 | Entrevista   |
| 2005 | Lo + Plus                          | Entrevista   |
| 2011 | Mi reino por un caballo            | Presentadora |

### Teatro y cabaret

#### Como Norberto Di Giorno
- El sueño de una noche de verano (1961)[4]
- Juanita la popular (1966)[4]
- Cyrano de Bergerac[4]
- ¡Ay bellotero... bellotero! (1975)[3]
- Di Giorno, di notte (1981)[3]
- Soy como soy (1987)[3]
- Sin faldas y a lo loco (1987)[3][4]
- Di Giorno de allá para acá (1987)[3]
- Otro mundo (1987)[6][7]
- Tengo tango (1988)[3]
- Pierrot Lunaire (1988)[4][8]
- Achúchame (1988)[3]
- Vamos a hacer el amor (1989)[3]

#### Como Psicosis Gonsales
- Nadie lo hace como yo[4]
- Yo, la peor[4]
- Presa fácil[4]
- Una fulana en Berlín[4]
- Yo fui Eva[4]
- ¡Qué loca estoy![4]
- De Broadway a Madrid[4]
- Cabaret para todos (1990)[3]
- Concierto Desconcierto (2000)[3]
- Soy un circo[4]
- A pesar de todo[4]
- Psicocabaret (2001)[3]
- Psicotango (2003)[3]
- A los cincuenta perdí la cuenta (2006)[13]
- Crazy Love (2011)[23]

## Discografía

### Álbumes de estudio
- Psicodance (1995)[4]
- Una chica normal (1997)[4]
- Tangos vos y yo (2002)[4]
- Psicotango (2003)[4]
- Solo tango (2024)[24]

### Sencillos
- «Ramera» (1995)[3]
- «Saboréamelo» (1996)[3]

### Compilaciones
- Alto Standing (2001).[25]
- Grandes Éxitos (2003)[4]
- Colección (2024)[26]

## Nota
1. ↑  Gonsales fue de las primeras figuras en vivir el auge del fenómeno drag en la década de los noventa. Anteriormente, en España existió una tradición importante de transformistas, más directamente vinculados al mundo del cabaret, el espectáculo y la imitación de divas. Transformistas como Paco España sí gozaron de popularidad mediática mainstream en los años setenta, pero no son considerados drag queens, dado que este concepto no existía entonces en España.[2]